# Ахматли
Ахматли (на гръцки: Απιδιά, Апидия, до 1928 година Αχματλή, Ахматли) е бивше село в Гърция, разположено на територията на дем Места (Нестос), административна област Източна Македония и Тракия.

## География
Ахматли е било разположено в Урвил (Ори Леканис), северозападно от Макрихори (Узункьой) на река Саут дере.

## История
На австро-унгарската военна карта е отбелязано като Ахмедли (Ahmedli).
В 1913 година селото попада в Гърция след Междусъюзническата война. През 20-те години на XX век турското му население се изселва по споразумението за обмен на население между Гърция и Турция след Лозанския мир и на негово място са заселени гърци бежанци, които обаче скоро се изселват.
| Година    | 1913 | 1920 | 1928 | 1940 | 1951 | 1961 | 1971 | 1981 | 1991 | 2001 | 2011 | 2021 |
| --------- | ---- | ---- | ---- | ---- | ---- | ---- | ---- | ---- | ---- | ---- | ---- | ---- |
| Население | 107  | 72   |      |      |      |      |      |      |      |      |      |      |